# ElGrandeToto
ElGrandeToto, pseudonimo di Taha Fahssi (in arabo طه فحصي‎?; Casablanca, 3 agosto 1997), è un rapper marocchino.
Si esibisce in dārija, francese e inglese (di solito mescolandole tra loro). È l'artista più ascoltato nella regione MENA su Spotify nel 2021, con oltre 135 milioni di stream in 178 paesi.

## Biografia

### Carriera musicale

#### 7elmetAdo
Il 27 dicembre 2021 pubblica 7elmetAdo 5, un cortometraggio della sua vita e della sua carriera, mentre il pubblico aspettava l'uscita del singolo come ogni anno.

#### Ilicit
Nel 2018 pubblica l'EP Ilicit

#### Cameleon, 2021
A marzo 2020 pubblica Mikasa e a settembre 2020 Halla Halla, due estratti dal suo primo album Caméléon.
Spotify annuncia che ElGrandeToto è in cima alla classifica degli artisti più trasmessi in Marocco.
All'inizio del 2021 ha pubblicato Mghayer, un terzo estratto dal suo album Caméléon. Il singolo è riuscito a raggiungere 4 milioni di visualizzazioni su YouTube in meno di 72 ore e 7 milioni in meno di una settimana. Raggiunge il terzo posto nelle tendenze musicali di YouTube a livello mondiale.
Il 5 marzo 2021 esce il suo primo album, Caméléon, atteso con impazienza dal pubblico. L'album include 17 tracce, di cui 6 featuring, in particolare Thezz con Small X, Ailleurs con Lefa, La Paille con Farid Bang e Etranger con Damso.
L'album ha riscosso un grande successo, classificandosi al 6º posto a livello mondiale su Spotify una settimana dopo la sua uscita. Ha totalizzato più di 60 milioni di stream sulla piattaforma.
A dicembre, la stessa piattaforma musicale ha annunciato che è stato l'artista più ascoltato in Marocco e nel mondo arabo nel 2021.
A fine 2021 ha pubblicato Msh Khalsa, un duetto con il rapper egiziano Wegz, frutto di una collaborazione tra Takwene Digital e Deezer.
Il 12 maggio 2022 mentre si esibiva al Megarama Casablanca, ElGrandeToto ha ricevuto la sua prima certificazione musicale dalla sua collaborazione con il cantante nigeriano CKay sul remix della sua canzone di successo del 2021 Love Nwantiti (North African Remix), è stato certificato disco d'oro in Francia dallo SNEP con oltre 15 milioni di stream da account premium e oltre 70 milioni di visualizzazioni su YouTube, rendendo ElGrandeToto il primo artista marocchino ad esibirsi a Darija a ottenere una certificazione d'oro in Francia.
Il 27 maggio 2022, ElGrandeToto presenta Salina, brano in collaborazione con diversi noti rapper della scena marocchina (Small X, Dollypran, Figoshin, 7liwa, Stormy, Khtek, Ouenza, Abduh, Vargas, Draganov e Ilies Tagne)
ElGrandeToto ha attualmente un contratto di licenza esclusivo con RCA Records, una divisione di Sony Music France, e un contratto di pubblicazione musicale con Universal Music Publishing.
In vista dell'uscita dell'album 27 il 24 novembre 2023, ha pubblicato il singolo "Dellali" con il rapper marocchino-belga Hamza, accompagnato da un videoclip.
L'uscita dell'album 27 è stata pubblicizzata a Times Square e sullo schermo del Toronto Eaton Centre. Il secondo album di Toto è salito al terzo posto della Top Album Debut Global Chart di Spotify, un risultato incredibile per la star nata a Casablanca. In soli tre giorni ha registrato 10 milioni di stream e quasi tutti i brani dell'album sono entrati nella Top 50 di Spotify. L'album contiene collaborazioni con Hamza, Morad, Oxlade, Beny Jr, Unknown T e Rondodasosa. Una settimana dopo si è tenuto il concerto all'Olympia Montréal, il 1º dicembre 2023. ElGrandeToto ha rivelato in un'intervista a Le Warm Up FM su YouTube che non si aspettava che il pubblico di Montréal conoscesse tutti i testi del suo intero album in una sola settimana dall'uscita.
Il suo terzo album, SALGOAT, è stato pubblicato alla fine di novembre 2024. Una settimana dopo l'uscita, era nelle classifiche globali delle principali piattaforme di streaming come Spotify. Il titolo dell'album, che è anche il nome del suo nuovo marchio di prêt-à-porter, è un adattamento del termine marocchino “salgout” che significa “delinquente”, che l'ex capo del governo marocchino Abdelilah Benkirane aveva usato per criticare pubblicamente il rapper.

## Discografia

### Album in studio
- 2021 – Caméléon
- 2023 – 27
- 2024 – Salgoat

### EP
- 2018 – Illicit

### Singoli
- 2016 - 7elmetAdo
- 2017 - Haribo (remix)
- 2017 - Invalide (feat. Drizzy)
- 2017 - Smou7at
- 2017 – Pablo
- 2017 – Loco
- 2018 - 7elmetAdo 2
- 2018 – Apache
- 2018 – Versus
- 2018 – Marina (prod. Famillionaire)
- 2018 – Piccola
- 2018 – Jme3 o Twi
- 2018 – 7elmetAdo 3
- 2019 – Groupies
- 2019 – Bidaoui
- 2019 – Kennedy
- 2019 – 7elmetAdo 4
- 2020 – Hors série (feat. Don Bigg, Khtek, Draganov)
- 2020 – DDD (feat. Don Bigg)
- 2020 – Vitamine DZ
- 2020 – Criminel
- 2020 – Confiné
- 2021 – Mghayer
- 2021 – Pablo 2 (Haram)
- 2021 – Salade Coco
- 2021 – 7elmetAdo 5
- 2022 – Salina (c'est La Rue) (feat. Stormy, Khtek, Tagne, Abduh, 7liwa, Vargas, Ouenza, Figoshin, DollyPran, SmallX, Draganov)
- 2022 – Comforter (feat. Ayra Starr)
- 2022 – Gueule tapée
- 2022 – Gova (con Marouane)
- 2022 – Silhouette
- 2022 – 7elmet ado 6
- 2023 – Low (feat. Ashe 22)
- 2023 – Qui sait (feat. Niro)
- 2023 – Ojos sin ver (feat. Morad)
- 2023 – Niya (con Nahir)
- 2023 – R.I.P (con Tagne e Draganov)
- 2023 – Qualité (con Fresh La Douille)
- 2023 – Weld Laadoul
- 2023 – Dellali (con Hamza)
- 2023 – Mezzanotte (con Rondodasosa)

### Collaborazioni
- 2018 - Marocchino (Amill Leonardo feat. ElGrandeToto)
- 2018 - Slay (Manal feat. ElGrandeToto)
- 2019 - Mira (Anas feat. ElGrandeToto)
- 2021 – Love Nwantiti (North African Remix) (CKay feat. ElGrandeToto)
- 2021 - Passe passe (Nessyou feat. ElGrandeToto)
- 2021 - DNT (Night Club Remix) (Nouvo feat. ElGrandeToto e Draganov)
- 2021 - Papa (Tiiw tiiw feat. ElGrandeToto)
- 2021 - Tchin tchin (Stormy & Tagne feat. ElGrandeToto)
- 2021 - Come Va (Baby Gang feat. ElGrandeToto)
- 2021 - Au bord de l'eau (Hayce Lemsi feat. ElGrandeToto)
- 2021 - Msh Khalsa (Wegz X ElGrandeToto)
- 2022 - Casablanca (Demi Portion feat. ElGrandeToto)
- 2022 - Bodies Remix (Gazo feat. ElGrandeToto, Santana e Unknown T)
- 2023 - Ojos sin ver (Morad feat. ElGrandeToto)
- 2023 - Plainte Alliées (Demon324 feat. ElGrandeToto)
- 2023 - Niya (Nahir feat. ElGrandeToto)
- 2023 - Qualité (Fresh La Douille feat. ElGrandeToto)
- 2023 - Drouba (Benzz, Baby Gang, ElGrandeToto, 3robi)
- 2023 - Dima Barrio (Sazamyzy feat. ElGrandeToto)

## Riconoscimenti
- Billboard Arabia Music Awards
  - 2024 – Miglior canzone hip hop araba per Blue Love[17]
  - 2024 – Candidatura alla Miglior canzone hip hop araba per Dellali[18]
  - 2024 – Artista hip hop arabo dell'anno[17]
  - 2024 – Miglior artista maschile hip hop arabo dell'anno[17]